# Škamevec
Škamevec – wieś w Słowenii, w gminie Velike Lašče. W 2018 roku liczyła 17 mieszkańców.